# Modus Barbara
Modus Barbara ist ein logischer Schluss (Syllogismus) einer bestimmten Form. Der Name „Barbara“ rührt vom lateinischen Merkwort für diesen Syllogismus her. Die Folge der drei Vokale „a“ im Merkwort bedeutet, dass sowohl beide Voraussetzungen als auch die Folgerung bejahend und allgemein gültig (allquantifiziert, aber nicht verneint) sind.

## Etymologie
Der Ausdruck „Modus Barbara“ stammt aus der mittelalterlichen Logik und dient als Gedächtnishilfe für einen spezifischen Syllogismus-Typ. Der Begriff „Modus“ leitet sich vom lateinischen Wort für „Schlussfigur“ ab. „Barbara“ selbst hat keinen direkten sprachlichen Bezug, sondern kodiert die logische Struktur des Syllogismus:
- Die drei 'A’s in „Barbara“ repräsentieren die drei Aussagen (zwei Prämissen und eine Konklusion) des Syllogismus.
- Jedes „A“ steht für eine allgemein bejahende Aussage (lateinisch: „affirmo“, ich bejahe), die in der scholastischen Logik als A-Aussage bezeichnet wird[3].

Die A-Form eines kategorischen Urteils lautet:
1. A-Form: Alle S sind P (Allgemein bejahend)

## Geschichte
Der Modus Barbara wurde bereits von Aristoteles in seiner „Ersten Analytik“ (Analytica Priora) beschrieben, wo er als einer der vollkommenen Syllogismen (syllogismi perfecti) klassifiziert wurde. 
Die Bezeichnung „Barbara“ selbst wurde jedoch erst in der mittelalterlichen Scholastik eingeführt, als Teil eines umfassenderen Systems zur Klassifikation von Syllogismen. Dieses System wurde im 13. Jahrhundert entwickelt und diente dazu, verschiedene Arten von Syllogismen zu kategorisieren und zu erinnern.
Dieses Benennungssystem, zu dem „Barbara“ gehört, wurde zu einem wichtigen Werkzeug in der Logikausbildung und -forschung des Mittelalters und der frühen Neuzeit. Es ermöglichte Logikern, komplexe Argumentstrukturen effizient zu kommunizieren und zu analysieren.

## Formen und Beispiele

### Aristotelische Urform
Ein Beispiel für den Modus Barbara in der aristotelischen Urform:
|          | Alle Menschen (M) sind sterblich (S) |
|          | Sokrates (P) ist ein Mensch (M)      |
| Es folgt | Sokrates (P) ist sterblich (S)       |

|          | {\displaystyle \forall x(Mx\rightarrow Sx)} |
|          | {\displaystyle Mp}                          |
| Es folgt | {\displaystyle Sp}                          |

Diese Darstellung entspricht der ursprünglichen Form, wie sie von Aristoteles in seiner „Ersten Analytik“ präsentiert wurde. Hier wird der Mittelbegriff (M) zuerst mit dem Prädikat der Konklusion (S) und dann mit dem Subjekt der Konklusion (P) verbunden.

### Spätere Darstellung
Folgendes Beispiel zeigt die Gestalt des Modus Barbara in der späteren, mittelalterlichen Darstellung:  (rechts in Prädikatenlogik)
|          | Alle Menschen (M) sind sterblich (S) |
|          | Alle Griechen (G) sind Menschen (M)  |
| Es folgt | Alle Griechen (G) sind sterblich (S) |

|          | {\displaystyle \forall x(Mx\rightarrow Sx)} |
|          | {\displaystyle \forall x(Gx\rightarrow Mx)} |
| Es folgt | {\displaystyle \forall x(Gx\rightarrow Sx)} |

Diese Darstellung ist die Kodierung des Petrus Hispanus. Im Vergleich zur aristotelischen Urform sind hier die Prämissen in umgekehrter Reihenfolge angeordnet, und alle Terme sind allgemein quantifiziert.

### Formale Darstellung
Der Modus Barbara kann formal mit dem Ableitungsoperator {\displaystyle \vdash } dargestellt werden:
{\displaystyle \forall x(Mx\rightarrow Sx),\forall x(Gx\rightarrow Mx)\vdash \forall x(Gx\rightarrow Sx)}
Diese Notation verdeutlicht, dass aus den beiden Prämissen die Konklusion logisch folgt.

## Vergleich mit anderen Schlussregeln
Während der Modus Barbara ein kategorischer Syllogismus ist, der mit allgemeinen Aussagen arbeitet, ist der Modus ponens eine Schlussregel, die mit hypothetischen Aussagen operiert. Beide sind grundlegende Werkzeuge der formalen Logik, die bereits in der antiken Philosophie bekannt waren.

## Anwendung in logischen Kalkülen
Der Modus Barbara spielt eine wichtige Rolle in verschiedenen logischen Kalkülen. In Systeme des natürlichen Schließens kann er als Beseitigungsregel für den Allquantor und die Implikation verstanden werden. In der Prädikatenlogik erster Stufe ist er ein grundlegendes Beweisprinzip.